# سفارة زامبيا في فرنسا
سفارة زامبيا في فرنسا هي أرفع تمثيل دبلوماسي لدولة زامبيا لدى فرنسا. تقع السفارة في باريس وهي تهدف لتعزيز المصالح الزامبية في فرنسا.

## وصلات خارجية
- قائمة سفارات زامبيا
- قائمة السفارات في فرنسا